# 日本䱀
日本䱀，為輻鰭魚綱鯰形目鈍頭鮠科的其中一種，為温帶淡水魚類，分布於亞洲日本淡水流域，棲息在底層水域，生活習性不明。

## 扩展阅读
維基物種上的相關：日本䱀